# Suddenly (album Billy Ocean)
Suddenly è il quinto album in studio del cantante Billy Ocean, pubblicato nel 1984.

## Tracce
Tutte le tracce sono state scritte da Billy Ocean e Keith Diamond, tranne dove indicato.
1. Caribbean Queen (No More Love on the Run) - 5:04 (nell'edizione USA su vinile il brano dura 7:54)
2. Mystery Lady (James Woodley) - 5:02
3. Syncopation (Jolyon Skinner) - 5:20
4. The Long and Winding Road (John Lennon, Paul McCartney) - 4:40
5. Loverboy (Mutt Lange) - 5:16
6. Lucky Man - 4:21
7. Dancefloor (Barry J. Eastmond) - 4:14
8. If I Should Lose You - 3:59
9. Suddenly - 3:53